# Coupe d'Irlande du Nord de football 2023-2024
Navigation
Édition précédente Édition suivante
La coupe d'Irlande du Nord de football 2023-2024 est la 144e édition de cette compétition. Elle commence le 12 août 2023 pour se terminer le 4 mai 2024 par la finale disputée à Windsor Park à Belfast. La compétition est sponsorisée par Sadler's Peaky Blinder et prend le nom commercial de Samuel Gelston's Whiskey Irish Cup.
C'est le Cliftonville Football Club qui remporte la compétition en battant en finale le Linfield Football Club sur le score de 3-1 après prolongations.

## Organisation
| Tour                          | Date                                | Matchs | Clubs    |
| ----------------------------- | ----------------------------------- | ------ | -------- |
| Premier tour de qualification | 12 août 2023                        | 40     | 128 → 88 |
| Deuxième tour                 | 16 septembre 2022                   | 32     | 88 → 56  |
| Troisième tour                | 28 octobre et 4 et 11 novembre 2023 | 16     | 56 → 40  |
| Quatrième tour                | 30 octobre 2023                     | 8      | 40 → 32  |
| Cinquième tour                | 5 et 6 janvier 2024                 | 16     | 32 → 16  |
| Sixième tour                  | 2 et 3 février 2023                 | 8      | 16 → 8   |
| Quarts de finale              | 1er, 2 et 3 mars 2024               | 4      | 8 → 4    |
| Demi-finales                  | 29 et 30 mars 2024                  | 2      | 4 → 2    |
| Finale                        | 4 mai 2024                          | 1      | 2 → 1    |

## Compétition

### Cinquième tour
Le cinquième tour voit l'entrée en lice des 12 clubs de Premiership et les 12 clubs de Championship. Le tirage au sort des matchs se déroule le 6 décembre 2023. Il reste quatre équipes de quatrième division.
| Club recevant               | Score            | Club visiteur             |
| --------------------------- | ---------------- | ------------------------- |
| Coleraine FC                | 0-3 a. p.        | Cliftonville FC           |
| Knockbreda FC (2)           | 0-1              | Glenavon FC (1)           |
| Oxford Sunnyside (4)        | 2-3 a. p.        | Ballymacash Rangers (3)   |
| Queen's University (3)      | 0-4              | Ballymena United (1)      |
| Ballyclare Comrades (2)     | 5-2              | Strabane Athletic (4)     |
| Bangor FC (2)               | 3-1              | Dergview FC (2)           |
| Carrick Rangers (1)         | 1-1 t. a. b. 4-5 | Portadown FC (2)          |
| Crusaders FC (1)            | 1-1 t. a. b. 6-7 | Ards FC (2)               |
| Dungannon Swifts (1)        | 5-0              | Willowbank FC (4)         |
| Glentoran FC (1)            | 1-0              | Annagh United (2)         |
| Harland & Wolff Welders (2) | 1-4              | Larne FC (1)              |
| Institute FC (2)            | 2-0              | Crumlin Star (4)          |
| Linfield FC (1)             | 4-2              | Warrenpoint Town (3)      |
| Loughgall FC (1)            | 3-0              | Rosemount Rec (3)         |
| Newington FC (2)            | 2-1              | Dundela FC (2)            |
| Newry City AFC (1)          | 3-2              | Ballinamallard United (2) |

### Sixième tour
Le tirage au sort a lieu le 6 janvier 2024. Les Ballymacash Rangers, équipe de troisième division, sont les petits poucet de la compétition.
| Club recevant       | Score | Club visiteur       |
| ------------------- | ----- | ------------------- |
| Ballymacash Rangers | 1-6   | Glentoran FC        |
| Cliftonville FC     | 1-0   | Loughgall FC        |
| Dungannon Swifts    | 2-3   | Ballyclare Comrades |
| Institute FC        | 1-0   | Ards FC             |
| Larne FC            | 5-0   | Glenavon FC         |
| Linfield FC         | 2-0   | Ballymena United    |
| Newry City AFC      | 1-2   | Newington FC        |
| Portadown FC        | 2-1   | Bangor FC           |

### Quarts de finale
| Quart de finale 1 | Portadown FC | 0-2 | Cliftonville FC |  |
| 1er mars 2024     |              |     |                 |  |

| Quart de finale 2 | Glentoran FC | 2-0 | Ballyclare Comrades |  |
| 2 mars 2024       |              |     |                     |  |

| Quart de finale 3 | Larne FC | 4-1 | Newington FC |  |
| 2 mars 2024       |          |     |              |  |

| Quart de finale 4 | Institute FC | 1-3 | Linfield FC |  |
| 3 mars 2024       |              |     |             |  |

### Demi-finales
| Demi-finale 1 | Glentoran FC | 1-3 | Linfield FC |  |
| 29 mars 2024  |              |     |             |  |

| Demi-finale 2 | Cliftonville FC | 2-0 | Larne FC |  |
| 30 mars 2024  |                 |     |          |  |

### Finale
| Finale           | Cliftonville FC                         | 3-1             | Linfield FC     | Windsor Park, Belfast                           |                                                 |
| 4 mai 2024 14:30 | Sam Ashford 52e · Ronan Hale 91e 120+5e | (0-1, 1-1, 2–1) | Ethan McGee 14e | Spectateurs : 14 898 Arbitrage : Jamie Robinson | Spectateurs : 14 898 Arbitrage : Jamie Robinson |
| 4 mai 2024 14:30 | Rapport                                 |                 |                 | Spectateurs : 14 898 Arbitrage : Jamie Robinson | Spectateurs : 14 898 Arbitrage : Jamie Robinson |